# 美國小鎮大街
美國小鎮大街（英語：Main Street U.S.A.）是各迪士尼樂園內入園後進入的一個主題園區，所有以神奇王國為原型的迪士尼樂園，包括迪士尼樂園、神奇王國、東京迪士尼樂園、巴黎迪士尼樂園、香港迪士尼樂園以及上海迪士尼樂園 ，均擁有這項主題園區。
唯東京迪士尼樂園用「世界市集」（World Bazaar），上海迪士尼樂園用「米奇大街」取代傳統「美國小鎮大街」的名稱，是仅有的两个不稱該園區為美國小鎮大街的迪士尼樂園。

## 迪士尼樂園
美國小鎮大街（Main Street, U.S.A.）是迪士尼樂園裡其中一個主題園區。

### 遊樂設施

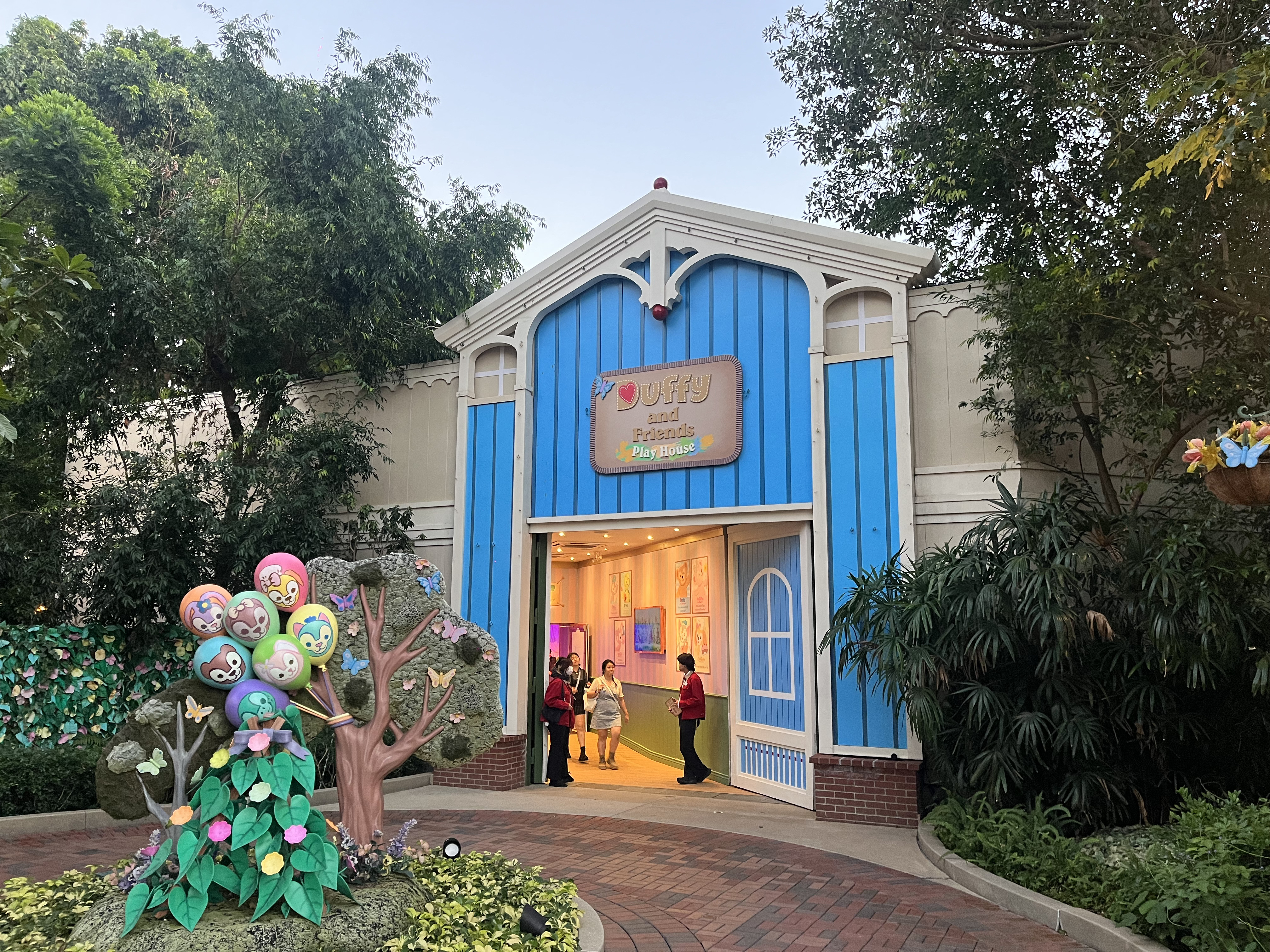
Duffy與好友遊玩屋

- 迪士尼樂園鐵路
- 小鎮大街電影院
- 小鎮大街古董車
- 马车铁路

### 食肆
- Blue Ribbon Bakery
- Carnation Café
- Gibson Girl Ice Cream Parlor
- Main Street Cone Shop
- Plaza Inn
- Refreshment Corner

### 商店
- Emporium
- Candy Palace
- China Closet
- Disneyana
- Penny Arcade
- Newsstand
- Disney Showcase
- Main Street Pin Shop
- Main Street Magic Shop
- New Century Jewelry
- 20th Century Music Company

## 神奇王國
美國小鎮大街（Main Street, U.S.A.）是神奇王國裡其中一個主題園區。

### 遊樂設施
- 神奇王國鐵路小鎮大街站
- 小鎮大街古董車
- 马车铁路

### 食肆
- Casey's Corner
- Crystal Palace
- Edy's Ice Cream Parlor
- Main Street Bakery
- Main Street Confectionery
- Plaza Ice Cream Parlor
- Plaza Restaurant
- Tony's Town Square Restaurant

### 商店
- Art Gallery
- Athletic Club
- Barber Shop
- Book Store
- Disney Clothers
- Emporium
- Locker Rental
- Main Street Confectionery
- Newstand
- Stroller Rental
- Town Square Exposition Hall
- Watches

## 東京迪士尼樂園
世界市集是東京迪士尼樂園中的一個園區，相當於其他迪士尼樂園的「美國小鎮大街」。世界市集以20世紀50年代美國小鎮為設計特色，它由玻璃維多利亞建築風格的温室屋頂覆蓋，以保護客人遠離日本的多雨天氣。
世界市集擁有三大餐飲服務餐廳，其中「主要街道」的餐廳最多。另外還有名為「中心街」的大街，穿過主街，從兩邊出口可通達明日世界和探險樂園。東京迪士尼樂園是第一個沒有火車站的美國小鎮大街，另一個沒有火車站的樂園為上海迪士尼樂園。

## 巴黎迪士尼樂園
美國小鎮大街（Main Street, U.S.A.）是巴黎迪士尼樂園裡其中一個主題園區。巴黎迪士尼樂園的美國小鎮大街與其他版本略有不同。細節裝飾上較接近1920年代而非20世紀初葉的風格，但除此之外大部分建築物與佛羅里達州神奇王國的版本幾乎相同。在原始的規劃中有著配合1920年代風格的路面電車，但後來由馬車和維多利亞風格的汽車取代。
此外，由於樂園所在地經常的陰雨低溫天氣。設計師在大街的兩側走道加上了頂棚，這些有頂棚的區域稱為「拱廊」（Arcade），除了提供天氣的遮蔽外，拱廊也連結了大街上的所有商店。此外，在大街上因為煙火和遊行而充滿人潮時，兩邊的拱廊也成為了可通行的走道。

### 遊樂設施
- 巴黎迪士尼樂園鐵路 - 小鎮大街站（Disneyland Railroad - Main Street Station）
- 马车铁路（Horse-Drawn Streetcars）
- 小鎮大街古董車（Main Street Vehicles）
- 自由拱廊（Liberty Arcade）
- 發現拱廊（Discovery Arcade）

### 餐飲設施
- Walt's - An American Restaurant
- Plaza Gardens Restaurant
- Casey's Corner
- Victoria's Home-Style Restaurant
- Market House Deli
- Cable Car Bake shop
- Cookie Kitchen
- The Coffee Grinder
- The Ice Cream Company
- The Gibson Girl Ice Cream Parlour

### 商店
- Plaza East & West Boutiques
- The Storybook Store
- Ribbons & Bows Hat Shop
- The Bixby Brothers
- Emporium
- Dapper Dan's Hair Cuts
- Town Square Photography
- Boardwalk Candy Palace
- Disney Clothiers, Ltd.
- Main Street Motors
- Harrington's Fine China & Porcelains
- Disneyana Collectibles
- Lilly's Boutique
- Disney & Co.

## 香港迪士尼樂園

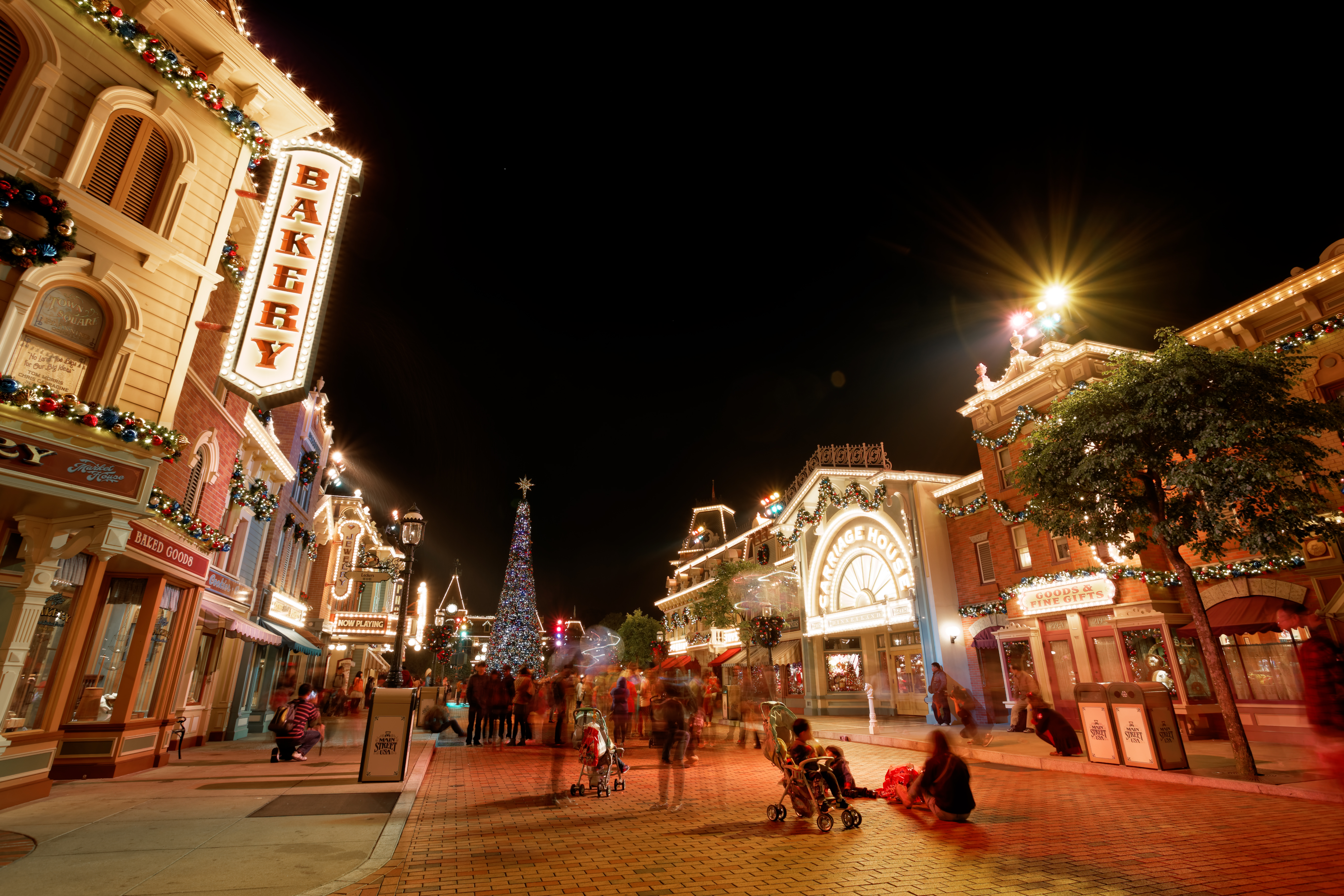
晚上的香港迪士尼樂園美國小鎮大街（2013年）

美國小鎮大街（Main Street, U.S.A.）是香港迪士尼樂園裡其中一個主題園區。香港迪士尼樂園的美國小鎮大街的建築與加州迪士尼樂園的版本幾乎完全相同。
大街上的裝飾靈感來自20世紀初的美國小鎮風格，實際的年代約在1890年至1910年間。雖然在外觀上與加州迪士尼樂園十分相似，但香港版本的背景故事則深深受到歐洲移民的影響。例如廣場飯店（Plaza Inn）與加州版本的外觀設計相同，但香港版本的背景故事是敍述一對富裕的美國夫妻來到香港後，愛上當地的文化和美食，因此決定回國後開設一間傳統的英式餐館，並以他們在旅途中搜集的物品裝飾其中。市集餅店（Market House Bakery）則是由一位維也納甜點主廚所開設，他從奧地利的皇家市集採購了一些世界上最有名的甜點和咖啡蛋糕。美國小鎮大街最初原本預計在香港迪士尼樂園鐵路的車站底下開設餐廳，但由於建設預算的關係最後取消了這個計畫。
與其他樂園的美國小鎮大街採用石材為主的方式不同，香港迪士尼樂園的美國小鎮大街主要使用木材做為建築材料，這樣的做法在香港實屬少見。街道上沒有马车铁路，但從早期的概念草圖上可看見街車的軌道。

### 遊樂設施
- 香港迪士尼樂園鐵路
- 動畫藝術廊
- 動畫藝術教室
- 小鎮大街古董車
- Duffy與好友遊玩屋

### 娛樂表演
- 迪士尼飛天巡遊
- 米奇雨天滴答列車（在雨天時代替「迪士尼飛天巡遊」）
- 迪士尼光影匯
- 「We Love Mickey」大街投影盛典
- 香港迪士尼樂隊
- 迪士尼尋夢奇緣
- 迪士尼星夢光影之旅

### 餐飲設施
- 廣場餐廳[錨點失效]
- 大街餐廳[錨點失效]
- 大街市集[錨點失效]
- 市集餅店[錨點失效]
- 市集咖啡廳[錨點失效]
- 小鎮雪糕店[錨點失效]
- 爆谷、冰凍雪條、三文治、咖啡售賣點[錨點失效]

### 商店
- 百貨店
- 馬迪小店
- 小鎮沖印店
- 小鎮影院
- 廣場時尚店
- 小鎮珠寶店

## 上海迪士尼樂園
米奇大街（Mickey Avenue）是上海迪士尼樂園裡其中一個主題園區。由於中國內地政府對美國在中國的過度文化影響會較為敏感，美國小鎮大街可能會不太符合要求。因此上海迪士尼樂園以「米奇大街」取代傳統的「美國小鎮大街」。區域內將設有多間以迪士尼各時期歷史為主題的商店和餐廳，向遊客介紹經典的迪士尼角色。

### 遊樂設施
- 米奇电影节

### 娱乐表演
- 米奇童话专列
- 点亮奇梦：夜光幻影秀
- 上海迪士尼樂團

### 餐飲
- 米奇好伙伴美味集市
- 甜心糖果
- 帕帕里诺冰激凌
- 奇奇蒂蒂果摊
- 小米大廚烘焙坊
- Club 33

### 商店
- M大街購物廊
- 老车站商店
- 美妙记忆屋
- 幸运兔车厢